# Черних Ігор Анатолійович
І́гор Анато́лійович Черни́х (12 червня 1932, СРСР — 15 липня 2020) — радянський і російський кінооператор-постановник кіностудії «Мосфільм». Заслужений діяч мистецтв РРФСР (1988).

## Біографія
Закінчивши в 1955 році операторський факультет ВДІКа (майстерня О. В. Гальперіна) почав працювати оператором на кіностудії «Мосфільм».
У цілому працював над 20 фільмами, перший із яких відзняв 1955 року. Найвідоміша робота — кінострічка «Діамантова рука» (1968).
Помер 15 липня 2020 року в віці 88 років.

## Нагороди та звання
- Заслужений діяч мистецтв РРФСР (1988)
- Медаль ордена «За заслуги перед Вітчизною» II ступеня (1997)[2]

## Фільмографія

### Сценарист
- 1977 — Гарантую життя

### Оператор
- 1955 — Дим у лісі (к/м, у співавт., ВДІК)
- 1958 — Жених з того світу (2-й оператор)
- 1959 — Фортуна (док. фільм)
- 1960 — Хліб і троянди
- 1961 — Оленка
- 1962 — Велика дорога
- 1963 — Мелодії Дунаєвського (док. фільм)
- 1965 — На завтрашній вулиці
- 1966 — Заблукалий
- 1968 — Діамантова рука (реж. Л. Гайдай)
- 1969 — Останні канікули
- 1970 — Вкрали Старого Тоомаса
- 1973 — Мачуха
- 1974 — Небо зі мною
- 1975 — На ясний вогонь
- 1978 — Омелян Пугачов
- 1980 — Особливо важливе завдання
- 1982 — Кафедра
- 1985 — Битва за Москву
- 1986 — Мирний час Романа Шмакова
- 1987 — Шантажист
- 1989 — Приватний детектив, або Операція «Кооперація» (реж. Л. Гайдай)
- 1993 — Трагедія століття
- 1995 — Великий полководець Георгій Жуков